# Alfons XII:s orden

Ordenstecknet.

Alfons XII:s orden (spanska: Orden Civil de Alfonso XII), är en spansk orden i fyra klasser instiftad den 23 maj 1902 av kung Alfons XIII för vetenskap, litteratur och konst.